# Colmatare
Prin colmatare se înțelege umplerea sau înălțarea albiei unui curs de apă, a fundului unui lac sau rezervor, prin depunerea materialului transportat de apele curgătoare (sedimente, aluviuni).
Prin crearea unui lac de acumulare, se oprește transportul aluviunilor, târâte sau în suspensie, începând din zona modificării regimului vitezelor (adică de la coada lacului). Acest fapt conduce la colmatarea lacului, iar în cazul lacurilor cu adâncime mai mică, chiar la crearea de zone deltaice (înmlăștiniri). 
Lacurile de acumulare mai mici pot fi în pericol de colmatare și ca urmare a eroziunii malurilor. Erodarea malurilor lacurilor, datorată valurilor în zone cu versanți ușor erodabili sau cu panta mai mare decât cea naturală, grăbește colmatarea, în special în cazul lacurilor de șes cu adâncime mică. 
Pentru protejarea malurilor și, implicit, reducerea colmatării, se pot lua următoarele măsuri:
- executarea în lungul malurilor a unor disipatori de energie a valurilor (înecați sau neînecați);
- executarea unor șiruri de epiuri paralele, perpendiculare pe mal (pentru malurile cu pantă redusă);
- plantații de arbori

Procesul de colmatare este accelerat în cazul inundațiilor, care tranzitează un debit solid în suspensie și târât foarte mare, plus cantitățile de aluviuni depozitate în zonele de confluență, care la un debit normal nu erau tranzitabile. 